# Audace Napoli
Audace Napoli – włoski klub piłkarski, mający swoją siedzibę w mieście Neapol, na południu kraju.

## Historia
Chronologia nazw:
- 1905: SC Audace Napoli
- 1919: Audacia Napoli
- 1923: Sport Club Audace
- 1924: klub rozwiązano

Piłkarski klub Audace Napoli został założony w Neapolu w 1905 roku. W 1908 zespół startował w Terza Categoria, gdzie dotarł do półfinałów rozgrywek grupy Campania. W następnym sezonie ponownie występował w Terza Categoria. W 1910 najpierw zwyciężył w grupie Campania, a potem w finale grupy pokonał Robur Caserta, ale nie uzyskał promocji do Seconda Categoria. Po przerwie związanej z I wojną światową w 1919 reaktywował swoją działalność jako Audacia Napoli. W sezonie 1919/20 debiutował na drugim poziomie rozgrywek w Promozione Campania, zajmując trzecie miejsce w grupie A. Jednak po reorganizacji systemu rozgrywek otrzymał promocję do Prima Categoria. Sezon 1920/21 zakończył na ostatniej czwartej pozycji w grupie B Sezione campana. W 1921 powstał drugi związek piłkarski C.C.I., w związku z czym mistrzostwa prowadzone osobno dla dwóch federacji. Jednak w sezonie 1921/22 klub nie brał udziału w rozgrywkach. W 1922 po kompromisie Colombo mistrzostwa obu federacji zostały połączone. W sezonie 1923/24 jako CS Audace startował w Terza Divisione, gdzie zwyciężył w grupie A Campani i zdobył promocję do Seconda Divisione. Jednak przed rozpoczęciem sezonu 1924/25 zrezygnował z udziału w mistrzostwach i we wszystkich meczach zaliczono walkower 0:2. Klub został rozwiązany.

## Sukcesy

### Trofea międzynarodowe
Nie uczestniczył w rozgrywkach europejskich (stan na 31-12-2016).

### Trofea krajowe
| \| \| Zdobyte trofea w rozgrywkach Włoch (stan na: 31-05-2017) \| |                                                          |      |                                   |
| Rozgrywki                                                         | Osiągnięcie                                              | Razy | Sezon(y)                          |
| · Mistrzostwo                                                     | I miejsce                                                | 0    |                                   |
| · Mistrzostwo                                                     | II miejsce                                               | 0    |                                   |
| · Mistrzostwo                                                     | III miejsce                                              | 0    |                                   |
| · Mistrzostwo                                                     | 4.miejsce                                                | 1    | 1920/21 (grupa B Sezione campana) |
| · Puchar                                                          | zdobywca                                                 | 0    |                                   |
| · Puchar                                                          | finalista                                                | 0    |                                   |
| II liga                                                           | I miejsce                                                | 0    |                                   |
| II liga                                                           | II miejsce                                               | 0    |                                   |
| II liga                                                           | III miejsce                                              | 1    | 1919/20 (grupa A Campania)        |
| Włochy                                                            | Zdobyte trofea w rozgrywkach Włoch (stan na: 31-05-2017) |      |                                   |

## Stadion
Klub rozgrywa swoje mecze domowe na boisku sportowym w Neapolu.